# Kowale (rejon lidzki)
Kowale (biał. Кавалі, Kawali; ros. Ковали, Kowali) – wieś na Białorusi, w obwodzie grodzieńskim, w rejonie lidzkim, w sielsowiecie Wawiórka.

## Historia
W XIX i w początkach XX w. położone były w Rosji, w guberni wileńskiej, w powiecie lidzkim, w gminie Wawerka/Myto.
W dwudziestoleciu międzywojennym leżały w Polsce, w województwie nowogródzkim, w powiecie lidzkim, w gminie Myto/Wawiórka. W 1921 wieś liczyła 131 mieszkańców, zamieszkałych w 22 budynkach, wyłącznie Polaków. 127 mieszkańców było wyznania rzymskokatolickiego i 4 prawosławnego. Folwark liczył 36 mieszkańców, zamieszkałych w 7 budynkach, wyłącznie Polaków. 29 mieszkańców było wyznania rzymskokatolickiego, 6 mojżeszowego i 1 prawosławnego.
Po II wojnie światowej w granicach Związku Sowieckiego. Od 1991 w niepodległej Białorusi.